# United Global Academy
United Global Academy (UGA) ist ein Universitätsverbund, der sich als globale Plattform für den Wissenstransfer zwischen Wissenschaft, Wirtschaft, Politik und Kultur sieht. Dienstsitz der UGA ist Wien.

## Gründung
Die United Global Academy (UGA) ist ein Netzwerk von Universitäten, wissenschaftlichen Institutionen, Unternehmen und internationalen Organisationen. Sie hat ihren Sitz in Wien und wurde im Jahr 2005 von der seit 1947 bestehenden OIER – Organisation für Internationale Wirtschaftsbeziehungen gemeinsam mit der Daimler AG und den Universitäten Stellenbosch / Südafrika und der Karl-Franzens-Universität Graz / Österreich gegründet.

## Themen und Projekte
Als interuniversitäre Organisation beschäftigt sich die UGA  mit dem Wissensaustausch und Themen wie Zukunftsfähigkeit, Mobilität, Innovation, Nachhaltigkeit und sozialer Verantwortung. Sie versteht sich als  projektorientiertes globales Netzwerk mit starker regionaler Verankerung. Über ihre Partneruniversitäten auf allen Kontinenten bildet die UGA eine weltweit vernetzte Erfinderelite aus und fördert in diesen Institute für „Integrale Innovation“. Die dort entstehenden Innovationen werden im eigenen „Idea Production Center“ evaluiert, ausgewählt, geschützt und auf dem Investmentmarkt verwertet. Die UGA sorgt für die curriculare Qualitätssicherung, eine harmonische Mobilität im Netzwerk und die Koordinierung und Verwaltung gemeinsamer Projekte.

## Vorstand
- Günther Granser, Vorstandsvorsitzender
- Martin Gerzabek
- Gerhard Wildmoser
- Matthias Kleinert
- Klaus Hackländer

## United Global Academy Wissenschaftspreis
Seit 2001 verleiht die United Global Academy den United Global Academy Wissenschaftspreis (vormals Alpen-Adria Wissenschaftspreis). Diese Auszeichnung honoriert herausragende Forschungsergebnisse von jungen Forschern auf dem Gebiet der Wirtschaftswissenschaften.